# Archibald Edward Garrod
Pour les articles homonymes, voir Garrod.
Archibald Edward Garrod, né le 25 novembre 1857 à Londres et mort le 28 mars 1936 à Cambridge, est un médecin britannique ayant joué un rôle pionnier dans la connaissance des maladies du métabolisme de cause génétique.
Dès 1908, il propose les concepts d'« individualité chimique » et d'« erreur innée du métabolisme » qui ne seront reconnus que plus d'un demi-siècle plus tard. Il est désormais considéré comme le père de la génétique médicale moderne.

## Biographie

### Famille et formation
Archibald Edward Garrod est  le fils d'Alfred Baring Garrod (en) (1819-1907), professeur de médecine de l'University College de Londres, connu pour sa découverte d'un excès d'acide urique (hyperuricémie) dans le sang des goutteux. Sa famille est originaire d'Ipswich dans le Suffolk.
Il est le plus jeune de quatre garçons, tous doués et futurs lauréats de prix universitaires, dont Alfred Henry Garrod (1846-1879) zoologiste.
Il fait ses premières études à Harrow et il entre à Marlborough à l'âge de 15 ans. Il progresse peu en Grec et Latin, mais il collectionne les papillons et s'intéresse aux sciences naturelles.
En 1875, il entre au Christ Church (Oxford) à l'âge de 18 ans où il se passionne pour les travaux de laboratoire. En 1878, il est diplômé en sciences naturelles et, à l'exemple de son père, il s'oriente en 1880 vers la médecine en poursuivant ses études au St Bartolomew's Hospital. Il est docteur en médecine en 1884,.
En 1885, il est membre du Royal College of Physicians. La même année, il effectue un stage post-doctoral à l'hôpital général de Vienne, devenu Ancien hôpital général de Vienne (de), où il s'initie à un nouvel instrument médical le laryngoscope, terme qui désignait le miroir laryngien.
Il se marie en 1886. Il est le père de l'archéologue Dorothy Garrod (1892-1968) qui est la première femme à occuper une chaire professorale à l'université de Cambridge,.

### Carrière
Dès le début de sa carrière, il combine la médecine clinique et la médecine de laboratoire en collaborant avec son père, notamment sur la polyarthrite rhumatoïde. De 1886 à 1892, il occupe successivement plusieurs postes hospitaliers.
En 1892, il est nommé médecin-assistant au Great Ormond Street Hospital (hôpital pour enfants), et en 1904 il est chargé de la consultation externe des enfants au St Bartolomew's Hospital, et pleinement associé à l'équipe hospitalière en 1912.
Il s'intéresse très tôt à la chimie pathologique, notamment à la nature chimique des pigments urinaires, en étroite collaboration avec le biochimiste Frederick Gowland Hopkins (1861-1947), futur prix Nobel 1929 pour ses travaux sur les vitamines. Il est aussi lié d'amitié avec le biologiste William Bateson (1861-1926), inventeur du terme génétique et grande figure du mendelisme au Royaume-Uni,.
Archibald Edward Garrod devient membre de la Royal Society le 5 mai 1910.
Durant la première guerre mondiale, il sert comme médecin militaire à Malte. Pour ses services, il est fait chevalier commandeur de l'ordre de Saint-Michel et Saint-Georges en 1918. Il perd ses trois fils sous les drapeaux, deux au combat, et le troisième de grippe espagnole.
Après la guerre, il s'occupe de l'enseignement médical dont il souhaite consolider les bases scientifiques, à l'instar de l'américain Abraham Flexner (1866-1959). À l'âge de 63 ans, il est invité à succéder à William Osler (1849-1919) comme professeur doyen de médecine de l'Université d'Oxford, poste qu'il occupe jusqu'à sa retraite en 1927,.
Il se retire à Cambridge, auprès de sa fille Dorothy. Il meurt le 28 mars 1936, d'une thrombose coronaire.

## Travaux
Archibald Garrod se passionne pour les analyses chimiques et spectroscopiques des urines. Il aurait retrouvé dans les colorations variables de l'urine, les collections de papillons de son enfance. Ses premières analyses (1895-1897) portent sur les pigments urinaires : urobiline, porphyrine, uroérythrine (en), etc.

### Alcaptonurie
En 1897, il étudie l'alcaptonurie, une maladie rare qui se manifeste par le noircissement spontané de l'urine exposée à l'air. Il s'intéresse aux substances chimiques impliquées dans ce phénomène. En 1902, il publie dans The Lancet un article clé intitulé The Incidence of Alkaptonuria : A Study in Chemical Individuality,. À partir de 40 cas personnels ou pris dans la littérature, il signale que la plupart des cas sont nés de mariages consanguins (entre cousins au 1er degré).
Le phénomène de noircissement est bien du à une excrétion accrue « d'alcaptone » (plus tard nommé acide homogentisique), mais pas sous une action microbienne intestinale comme on le croyait (le produit n'est pas retrouvé dans les selles), mais comme un trouble du métabolisme des acides aminés, qu'il appelle « erreur innée du métabolisme » en 1908,.
Il en est convaincu du fait que la mère d'un de ses patients atteint d'alcaptonurie était enceinte de son cinquième enfant. À la naissance, il demande aux infirmières de surveiller la couleur des langes de l'enfant. À la 15e heure après la naissance les langes sont normales, à partir de la 24e elles commencent à se teinter pour être noires à 52 heures.
Archibald Garrod  postule que cette maladie est due à un déficit d'une enzyme (catabolisme de la phénylananine et de la tyrosine) aboutissant à l'accumulation pathologique d'un métabolite intermédiaire, et qu'elle est héréditaire (récessive),. Il établit ainsi, de façon intuitive, la première relation entre un gène et une enzyme, ce qui ne sera confirmé et démontré que trente ans plus tard.

### Erreurs innées du métabolisme

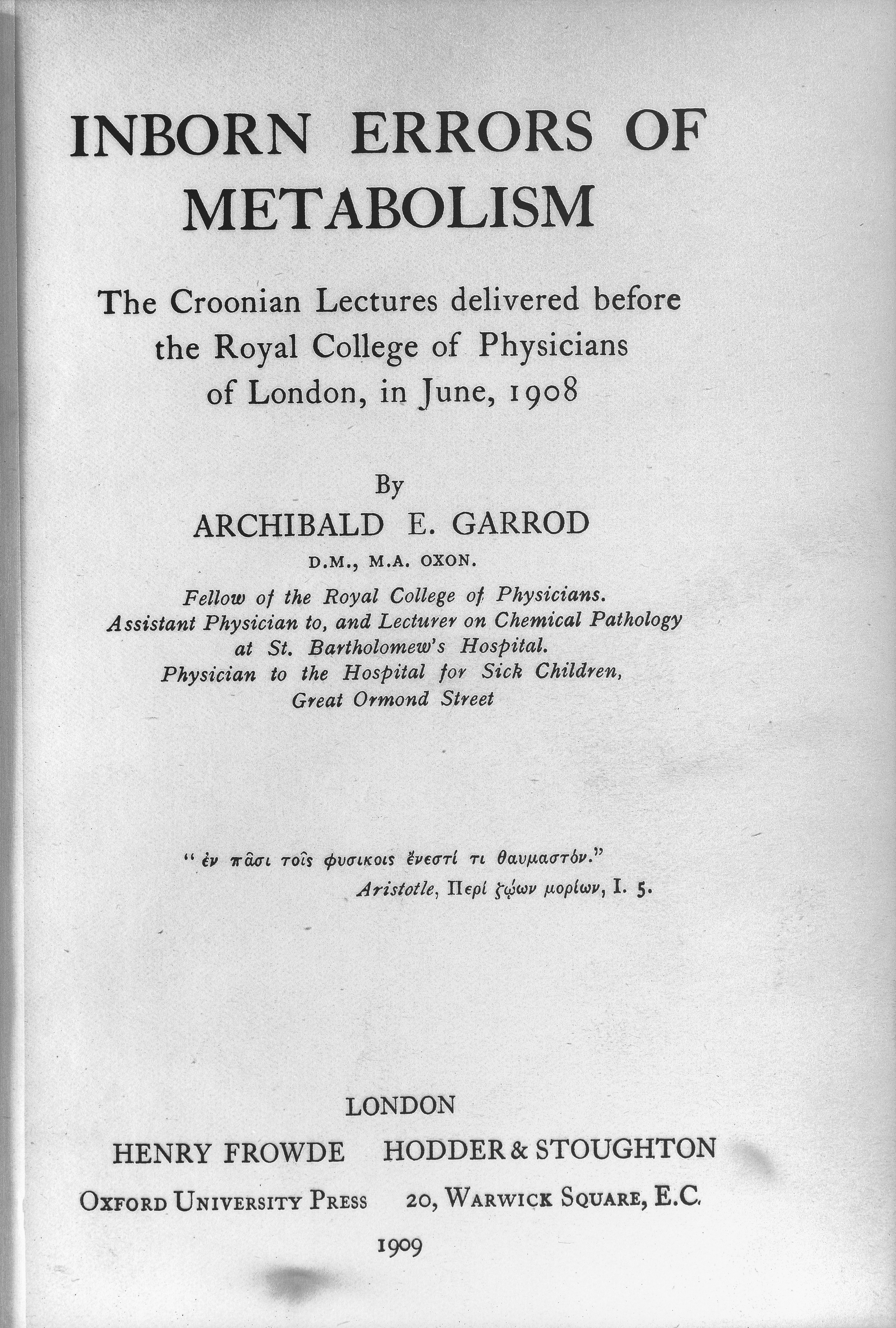
Page de titre d'un ouvrage publié en 1909, mais dont l'importance majeure ne sera reconnue que vers la fin du XXe siècle.

En 1908, dans son premier ouvrage Inborn errors of metabolism, Archibald Garrod étend son concept d'erreur innée du métabolisme à d'autres maladies : l'albinisme, la cystinurie, la pentosurie (en) et la porphyrie. La nature de ces maladies est congénitale et métabolique,.
En 1931, dans son second ouvrage Inborn factors in disease, il développe une idée élaborée dès 1902, celle « d'individualité chimique » : les individus d'une même espèce ne sont pas absolument identiques du point de vue chimique, il existe des variations individuelles des processus biochimiques, le plus souvent mineures et parfois pathologiques. Les erreurs innées du métabolisme correspondent à des variations extrêmes qui perturbent le fonctionnement normal d'une voie métabolique : une carence enzymatique peut aboutir à un arrêt prématuré d'un processus biochimique.
Cette individualité chimique serait la représentation scientifique du concept antique de diathèse, une notion vague aussi appelée « constitution » (constitutionnal predisposition en anglais) ou « terrain » (en français),. Garrod se réfère ici à l'école allemande de Friedrich Martius (de) (1850-1923) sur l'existence d'une « pathologie constitutionnelle ».
Ces variations individuelles doivent être appréhendées dans un contexte darwinien. Chaque espèce, et chaque individu d'une même espèce, possède des spécificités chimiques sélectionnées par l'évolution. Garrod fait de la maladie un « agent de l'évolution », résultant de facteurs génétiques et environnementaux : l'individualité chimique comporte des aspects adaptatifs mais aussi de vulnérabilité.
Tout ceci explique aussi que les cas individuels d'une même maladie (manifestations et conséquences) ne sont jamais exactement les mêmes, il utilise pour cela une métaphore : « Ils ressemblent plutôt aux dessins individuels du même modèle dans une classe de dessin ».

Sa conclusion finale (Inborn actors in disease, 1931) est la suivante :
Les facteurs qui confèrent nos prédispositions et immunités à des troubles variés appelés maladies, sont inhérents à notre structure chimique même. Ce sont des groupements moléculaires qui sont à la base de notre individualité chimique, et qui entrent dans la formation des chromosomes dont nous sommes issus.

## Contexte scientifique
Archibald Garrod occupe une place singulière dans l'histoire de la génétique médicale, car l'importance de ses travaux n'a pas été reconnue par ses contemporains. Par ses idées, il opère une synthèse audacieuse, très en avance sur son temps, de la biochimie, du mendélisme et du darwinisme. Des historiens tentent de comprendre pourquoi ses travaux ont été longtemps ignorés par la communauté scientifique,.
Garrod n'était pas un scientifique obscur ou marginalisé. C'est un auteur académique reconnu, un des dirigeants de l'université d'Oxford, publiant dans des revues prestigieuses The Lancet et le British Medical Journal, mais qui n'a pas réussi à convaincre les médecins et les biochimistes, en raison d'un contexte scientifique et social,.
Au cours du XIXe siècle, plusieurs maladies plus tard appelées « génétiques » sont identifiées : ostéogenèse imparfaite (Jean Lobstein, 1833), mongolisme (John Langdon Down, 1866), chorée de Huntington (Georges Huntington, 1872). Cependant, leur rareté n'en fait pas un sujet majeur de débat scientifique : le débat essentiel porte sur les prédispositions naturelles aux affections les plus fréquentes. La fin du XIXe siècle est dominée par la théorie de la dégénérescence avec, pour expliquer les « pestes contemporaines », les idées d' hérédointoxication (alcoolisme) et d' hérédocontagion (tuberculose et syphilis).
Les lois de Mendel ne sont guère reconnues par les médecins, malgré les efforts de William Bateson. Les généticiens travaillent surtout sur des plantes, la drosophile, le lapin ou le cobaye. Les cas humains relevant du mendélisme sont trop rares pour intéresser les médecins ou influencer leur pratique : les idées de Garrod relèvent de l'exception, alors que la règle générale de l'hérédité de cette époque est représentée par l'eugénisme.
D'autre part, le champ médical est dominé par la microbiologie, la biologie cellulaire et la méthode anatomo-clinique, disciplines parfois supposées comme « réductionnistes ». En réaction, de nouvelles approches se font jour, comme l'analyse biochimiques des fluides corporels, du métabolisme, l'endocrinologie et la biologie de l'évolution considérées comme « holistiques »,.
Les biochimistes sont restés sceptiques, car Garrod n'a jamais démontré l'existence d'un déficit enzymatique dans l'alcaptonurie, il n'a fait que postuler qu'elle devait exister. Garrod était un homme modeste et prudent qui restait en dehors des polémiques. Il se considérait lui-même comme « un vagabond sur les chemins détournés de la médecine ». De fait, il répugnait à participer aux sociétés savantes et aux querelles de son temps, notamment en refusant d'adhérer à la société d'eugénique fondée par Francis Galton.

## Principales publications
- (en) Archibald E. Garrod, « The incidence of alkaptonuria: a study in chemical individuality. 1902 [classical article] », The Yale Journal of Biology and Medicine, vol. 75, no 4,‎ 2002, p. 221–231 (ISSN 0044-0086, PMID 12784973, PMCID 2588790, lire en ligne, consulté le 18 septembre 2024);
- (en) « Inborn errors of metabolism: the Croonian lectures delivered before the Royal College of Physicians of London, in June, 1908 / by Archibald E. Garrod. », sur Wellcome Collection (consulté le 18 septembre 2024);
- (en) « The inborn factors in disease : an essay, 1931 / by Archibald E. Garrod. », sur Wellcome Collection (consulté le 18 septembre 2024).

## Postérité
Les premiers à reconnaitre l'importance de Garrod, vingt ans après sa mort, furent les biochimistes. En 1956, l'américain Roger J. Williams (en) (1893-1988) reprend le concept de Garrod en publiant un ouvrage influent intitulé Biochemical Individuality : The Basis for the Genetotrophic concept. En 1958, la nature précise et le lieu exact (tissu hépatique)  du déficit enzymatique dans l'alcaptonurie sont démontrés,. 
Chez les généticiens, la reconnaissance a lieu lors du Prix Nobel de physiologie ou médecine 1958 de George Wells Beadle et Edward Lawrie Tatum pour leurs travaux sur les gènes et les enzymes des processus biochimiques (hypothèse un gène - une enzyme). Dans sa conférence de remise du prix, Beadle regrette de n'avoir pas reconnu plus tôt l'importance de Garrod,.
À partir des années 1960, Garrod est de plus en plus cité comme le père fondateur de la génétique humaine, une référence qui permet à la nouvelle science génétique de se dégager de l'eugénisme de son début, voire même de s'y opposer. Par exemple, lorsqu'il suggère qu'un gène à transmission récessive n'est pas toujours bon ou mauvais, mais qu'il peut être les deux à la fois en fonction de l'environnement évolutif.
Les développements scientifiques de la fin du XXe siècle confirment les idées de Garrod : polymorphisme des protéines par électrophorèse, polymorphisme génétique, apparition de la génomique , etc. En génétique moléculaire, les idées de Garrod sont confirmées : en 1993, le gène de l'alcaptonurie humaine est localisé sur le chromosome 3. Cependant, si Garrod est reconnu par des spécialistes (biochimistes et généticiens), sa notoriété reste faible dans la communauté générale des médecins et biologistes.
Garrod aurait été un généticien « à contre-cœur », car il donnait à la médecine clinique la supériorité sur la médecine de laboratoire. C'est le clinicien qui est le mieux placé pour réaliser que « chaque patient est d'abord un individu avant d'être simplement membre de l'espèce humaine. Le but du praticien n'est pas de lui appliquer un savoir de laboratoire, mais de le guider et de l'aider le mieux possible » écrit-il en 1931. Ce qui serait précurseur de ce qui est désormais appelé « médecine de précision » ou « médecine personnalisée, que ce soit pour la prise en charge des cancers ou celle des maladies rares. Si William Osler est considéré comme le père de la médecine du XXe siècle, son contemporain Archibald Garrod pourrait devenir l'icône de la médecine du XXIe siècle.